# مکان (فیزیک)
مکان یک جسم متحرک کمیتی در علم فیزیک است که از مقدار فاصله آن جسم نسبت به نقطه مبدأ حرکت تعیین می‌شود. هرچقدر فاصله جسم متحرک نسبت به مبدأ حرکت بیشتر باشد در مکان دورتری نسبت به مبدأ حرکت قرار خواهد گرفت و مقدار مکان ثانویه بزرگتر خواهد بود.

## تعریف
به معنای قسمتی از فضا، به صورت عینی یا مجازی است که بر پایه کاربرد یا رویدادهایی که در آن صورت می‌پذیرد، تعریف می‌شود. یعنی بخش مشخصی از فضا که توسط فرد یا چیزی اشغال شده باشد یا به آن فرد یا چیز تخصیص یافته باشد.

## نوع کمیت مکان
مکان یک کمیت برداری است که از آن در محاسبه سرعت اجسام در فیزیک کلاسیک استفاده می‌شود.مکان کمیتی اصلی است.

## محاسبه سرعت از مکان پیموده شده
در فیزیک کلاسیک در نظر گرفتن نقطه مبدأ حرکت اجسام برای محاسبه مقدار تغییرات سرعت آن‌ها نسبت به زمان اهمیت دارد یعنی برای تعیین مقدار سرعت باید مقدار مکان پیموده شده توسط جسم متحرک (مقدار جابه‌جایی) در زمان معین را محاسبه کرد که این بستگی به نقطه مبدأ دارد.

## تفاوت مکان و موقعیت
مکان و موقعیت دو مفهوم به ظاهر مشابه اما در واقع متفاوت از یکدیگرند. مکان اجسام را می‌توان دقیقا تعیین کرد اما موقعیت ذره‌های اتمی را نمی‌توان به‌طور دقیق تعیین کرد. به این دلیل مکان کمیتی قابل تعیین در فیزیک کلاسیک اما موقعیت کمیتی قابل تخمین در فیزیک کوانتوم است.

## فاصله مکانی
فاصله مکانی بین یک نقطه در مسیر حرکت یک جسم متحرک نسبت به نقطه مبدأ حرکت آن جسم همان جابه‌جایی از نقطه مبدأ حرکت است. مبدأ حرکت همان مکان اولیه و مقصد حرکت همان مکان ثانویه است. فاصله در واقع اختلاف بین مکان‌های ثانویه و اولیه است.

## تعیین جهت بردار مکان
جهت بردار مکان که مثبت یا منفی بودن آن را تعیین می‌کند با معکوس شدن نقطه مبدأ نسبت به نقطه مقصد حرکت جسم تغییر می‌کند. برای آن که جهت بردار مکان در جابه‌جایی جسمی از نقطه A به نقطه B تغییر کند لازم است جسم مورد نظر مسیر معکوس را از نقطه B به نقطه A (جهت معکوس نسبت به مسیر اولیه) طی کند. در این حالت جهت مکان و نیز جهت سرعت جسم مورد نظر با معکوس شدن مسیر جابه‌جایی آن تغییر خواهد کرد. علامت جهت بردار مکان قراردادی است.

## تعیین جهت بردارسرعتوشتاب
سرعت از مشتق مکان نسبت به زمان به‌دست می‌آید و شتاب از مشتق سرعت نسبت به زمان. در واقع سرعت مشتق درجه یک از مکان نسبت به زمان است اما شتاب مشتق درجه دو از مکان نسبت به زمان (و مشتق درجه یک از سرعت نسبت به زمان) است. چون زمان کمیتی اسکالر است و جهت ندارد بنابراین جهت بردارهای سرعت و شتاب از جهت بردار مکان تعیین می‌شود.

## واحد مکان و فاصله مکانی
واحد مکان و فاصله مکانی در سیستم ام‌کااس متر و در سیستم سی‌جی‌اس سانتی‌متر است.